# Rudi Hemmes

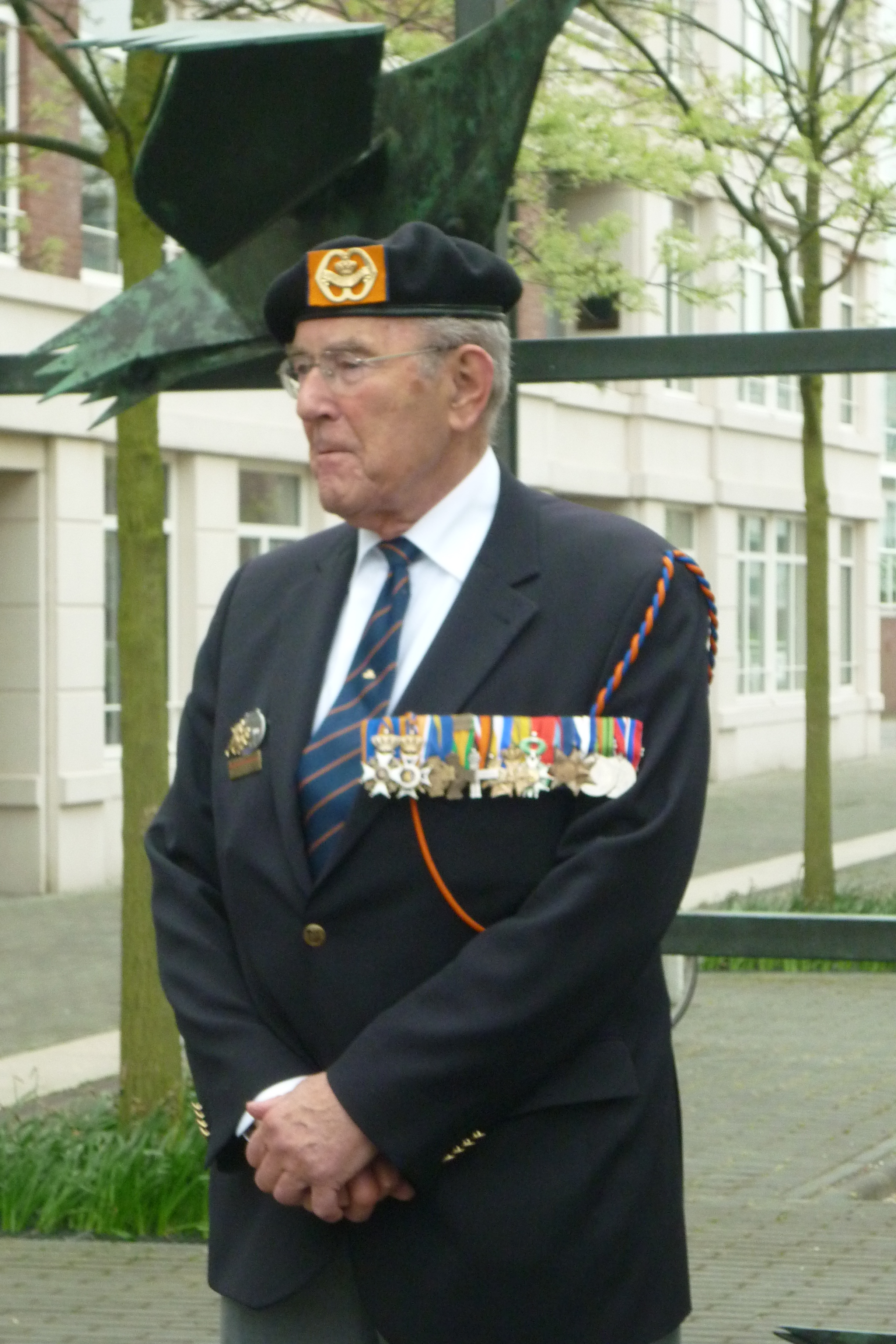

Rudi Willem Hemmes (Harderwijk, 20 juni 1923 – Den Haag, 13 november 2022) was generaal-majoor van de Koninklijke Luchtmacht.

## Biografie
Hemmes wilde naar de Koninklijke Militaire Academie, maar door het uitbreken van de oorlog was dat niet mogelijk en koos hij voor de studie geneeskunde in Utrecht.

### Oorlogsjaren
Hemmes werd Engelandvaarder. Hij ging eind 1943 met zijn jeugdvriend Bob Tusenius via Parijs, Toulouse en Nîmes naar de Pyreneeën. In Spanje werden ze opgepakt en gevangengezet. Na een maand werden ze vrijgelaten. Ze reisden vervolgens via Lissabon naar Bristol. In Engeland meldden ze zich als dienstplichtigen bij de Prinses Irene Brigade in Wolverhampton. Op 8 augustus 1944 landde hij met de 1.100 man sterke brigade op de stranden van Arromanches in Normandië.

### Na de oorlog
In de jaren 70 was hij commandant van de Luchtmacht Kaderschool te Schaarsbergen. Tevens is hij onder meer adjudant van de minister van Defensie en commandant van het Commando Logistiek en Opleidingen van de Koninklijke Luchtmacht geweest. Hemmes was voorzitter van de Stichting Genootschap Engelandvaarders, de Stichting Samenwerkend Verzet 1940-1945 en de Vereniging Oud Strijders Prinses Irene Brigade.
Hij overleed in november 2022 op 99-jarige leeftijd.

## Onderscheidingen
Hemmes heeft diverse onderscheidingen ontvangen, waaronder:
- Ridder in de Orde van de Nederlandse Leeuw
- Officier in de Orde van Oranje-Nassau, met de zwaarden
- Kruis van Verdienste (KV.4), KB 06-07-1944 No. 11
- Chevalier de la Légion d'Honneur (EL.5), uitgereikt door president Jacques Chirac (2004)
- France and Germany Star
- Defence Medal 1939-1945 (DM), Britse Gemenebest
- War Medal 1939-1945 (WM.2), Groot-Brittannië
- Verzetsherdenkingskruis (VHK)
- Oorlogsherinneringskruis (OHK.2)
- Onderscheidingsteken voor Langdurige, Eerlijke en Trouwe Dienst als officier XXV
- Freedom of the City, ereburgerschap, uitgereikt door de burgemeester van Wolverhampton (2006)

In juni 2013 werd de toen 89-jarige Hemmes ereburger van Den Haag. Burgemeester Jozias van Aartsen overhandigde hem de gouden erepenning van de gemeente, die hiermee ook eer wil betuigen aan de andere leden van de Prinses Irene Brigade, die betrokken waren bij de bevrijding van Den Haag op 8 mei 1945.

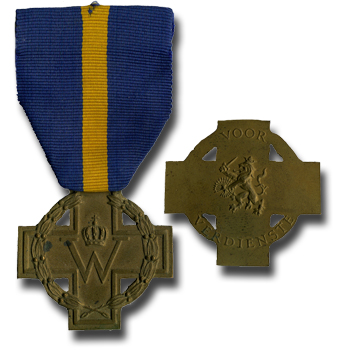
Kruis van Verdienste
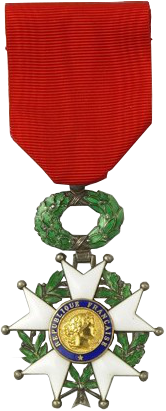
Légion d'Honneur
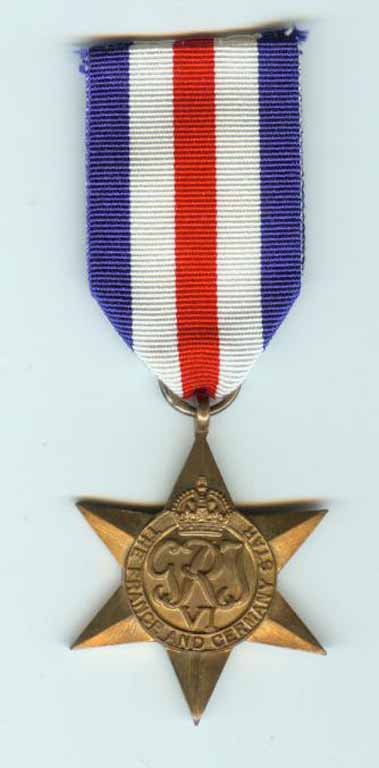
France & Germany Star
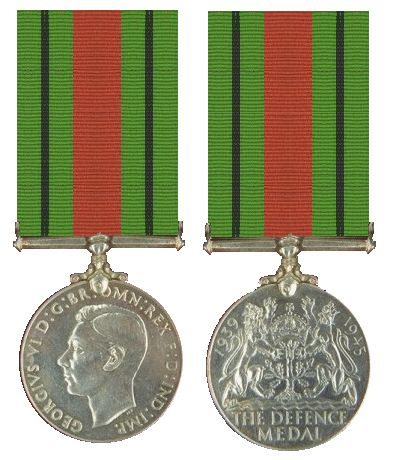
Defence Medal '39-'45
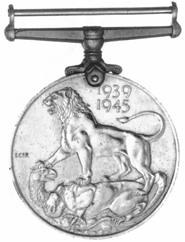
War Medal 1939-1945
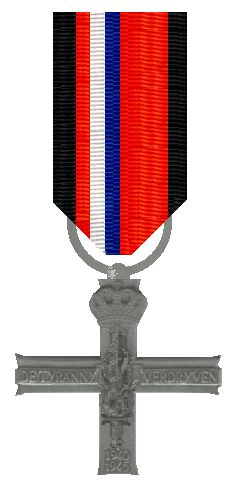
VHK

## Trivia
In de Troonrede uitgesproken door koning Willem-Alexander op 17 september 2019, werd aan het einde hiervan verwezen naar een uitspraak van de op dat moment 96-jarige Engelandvaarder Rudi Hemmes, ‘Ik voel me verantwoordelijk om door te geven aan jongere generaties dat je in verzet moet komen als het nodig is.’